# 애염명왕
애염명왕(일본어: 愛染明王 아이젠묘우오우[*])은 밀교의 신앙대상인 명왕 중 일존이다. 범어로는 라가라자(rāgarāja) 또는 마하라가(mahārāga)라고 한다. 산스크리트어 경전에서는 나타나지 않고 티베트 경전 및 의궤에서부터 발견된다.